# Domitila García de Coronado
Domitila García Doménico de Coronado (Camagüey, 7 de maig de 1847 - l'Havana, 18 de setembre de 1938) va ser una escriptora, periodista, editora i professora cubana, considerada la primera dona que va practicar el periodisme al seu país.
El 17 de maig de 1891 va fundar l'Acadèmia de Dones Tipògrafes. Va fundar i va redactar en diverses publicacions, entre elles els diaris La Antorcha i El Céfiro al costat de Sofia Estevez (1848-1901). A més, va ser redactora de La Mujer –juntament amb Aída Peláez de Villa Urrutia i Isabel Margarita Ordetx–. D'altra banda, va publicar la primera antologia d'escriptores cubanes l'any 1868 que es va titular Àlbum poètic fotogràfic d'escriptores cubanes.